# Dendrocnide peltata
Dendrocnide peltata är en nässelväxtart som först beskrevs av Bi., och fick sitt nu gällande namn av Friedrich Anton Wilhelm Miquel. Dendrocnide peltata ingår i släktet Dendrocnide och familjen nässelväxter. Utöver nominatformen finns också underarten D. p. murrayana.